# 內視鏡檢

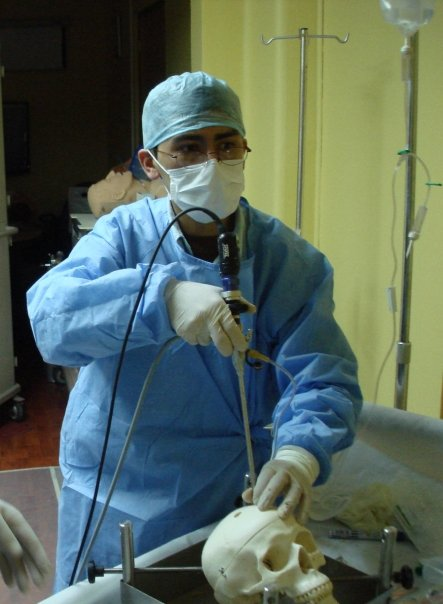
神经外科醫生使用神经内镜培訓

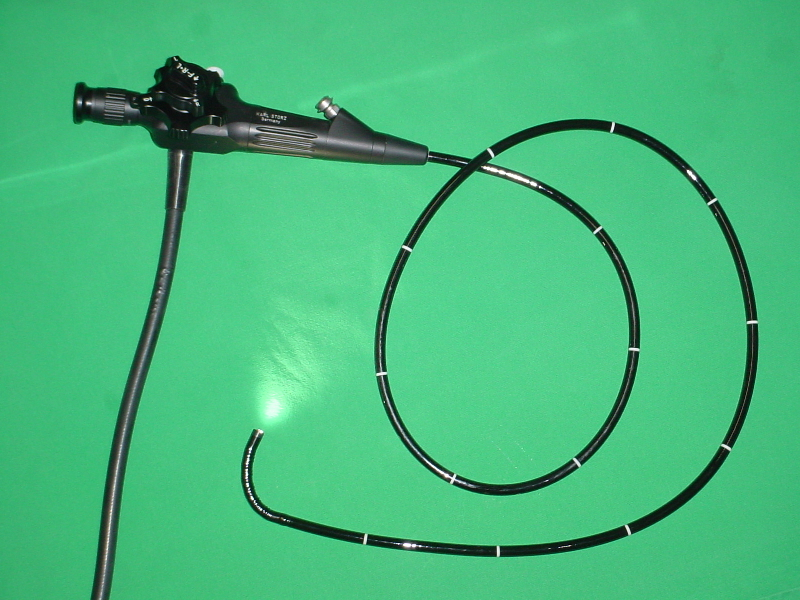
軟式内窥镜

硬式肛門鏡、直腸鏡與大約的長度

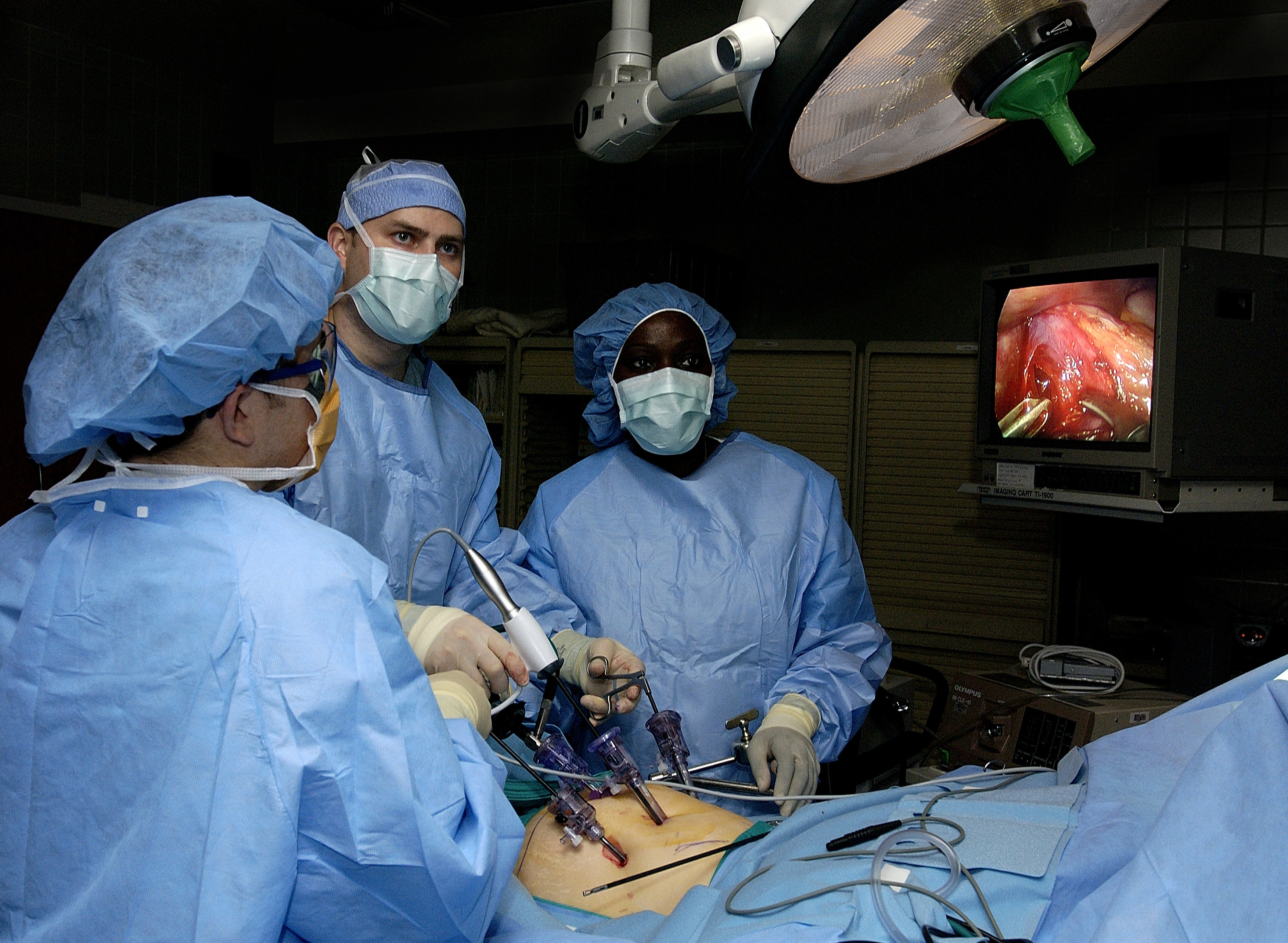
腹腔鏡胃部手術

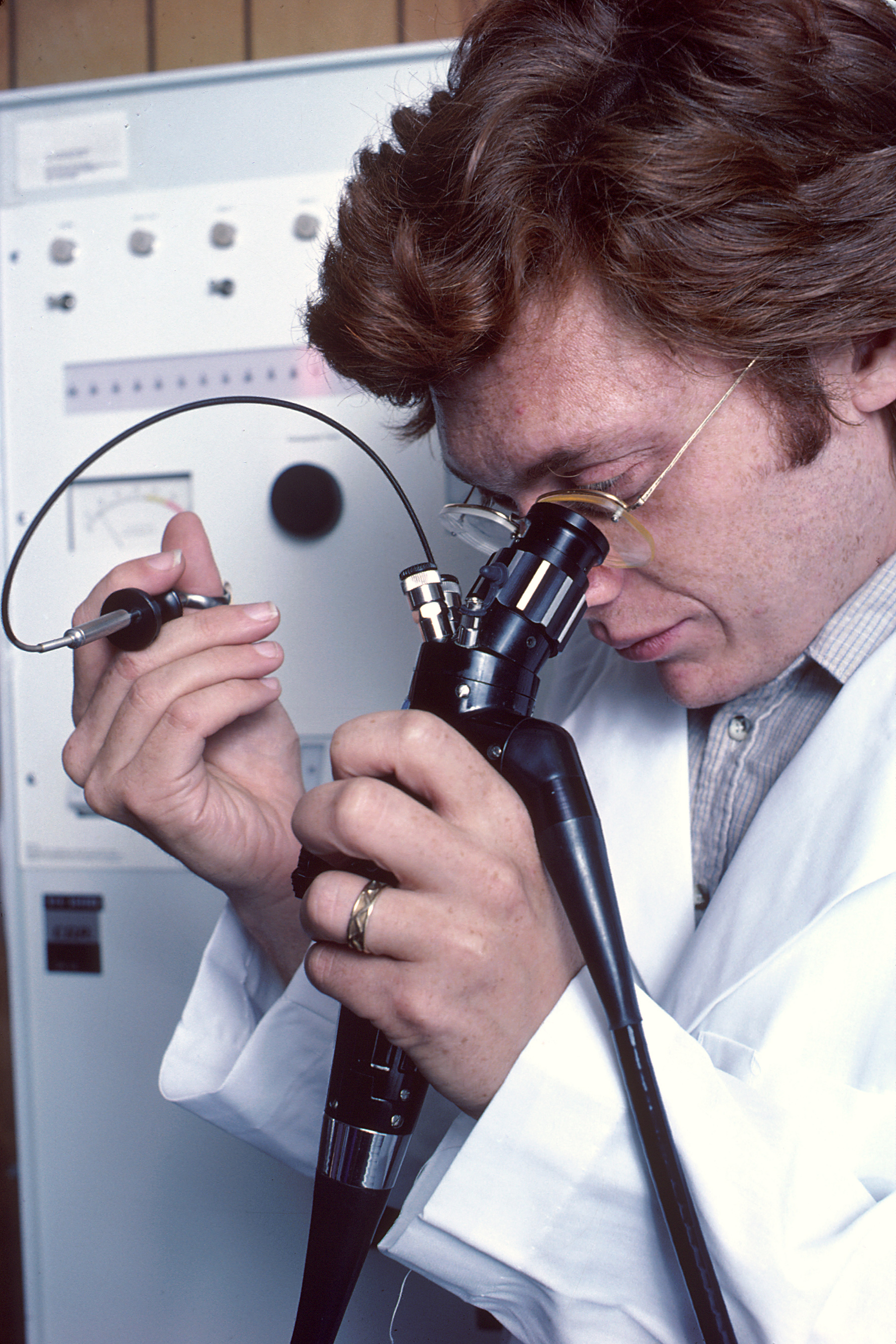
胃鏡切片檢查

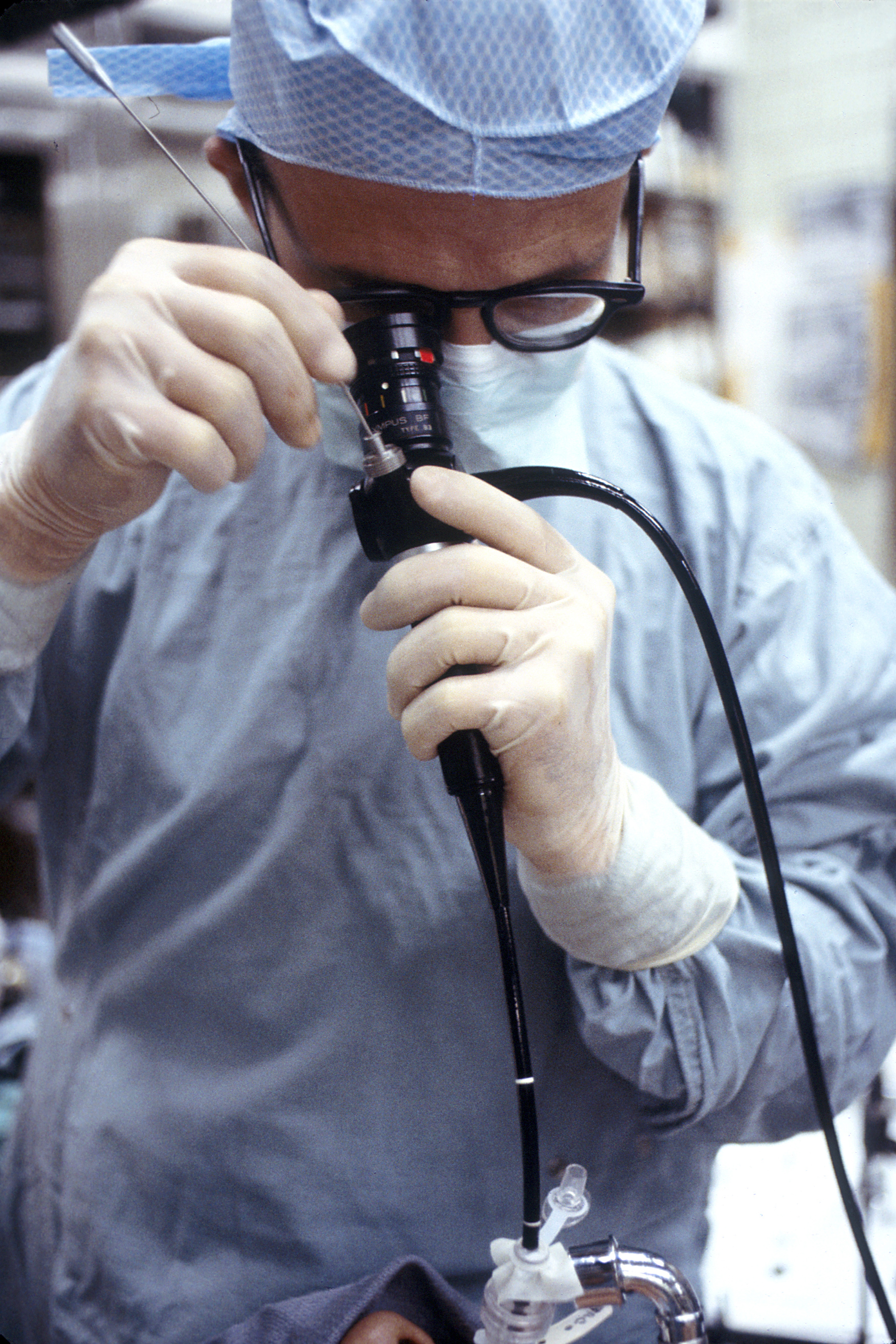
支氣管鏡檢查

內視鏡檢（endoscopy）又称內窺鏡檢、内镜检查术，是利用內視鏡对人体内器官或结构进行检查的技术。
內視鏡（endoscope）又称內窺鏡，简称内镜，泛指经自然腔道或人工孔道进入体内，并对体内器官或结构进行直接观察，对疾病进行诊疗的医疗设备。
内镜由冷光源、光学镜头、光导纤维、图像传感器、照明光源及机械装置等构成，属于一种小型潜望镜，概略分为包括硬式内镜、软式内镜和胶囊内镜等。許多內視鏡同時具備治療的功能，如膀胱鏡、胃鏡、大腸鏡、支氣管鏡、腹腔鏡等。

## 發展歷史
1806年開始有醫師試著以燭光和反射鏡觀察膀胱的內部，愛迪生發明電燈泡以後也很快就應用到內視鏡上。
第一支算得上內視鏡的作品，是菲利浦·波茲尼於1806年製成的光線傳導裝置，用於探索人體的各個孔道和管腔，但當時維也納的醫學會並不允許這樣的探索研究；直到1853年，內視鏡才真正應用在人體。電燈問世使得內視鏡的光源大幅躍進，但起初燈泡較大，置於體外，不久之後小型燈泡實現了體內照明的理想，例如1908年大卫就使用新的體內光源成功進行子宮鏡檢查。
雅各布於1910年實施胸腔鏡及1912年實施腹腔鏡，享譽一時。到了1930年代，德國的海因茨用腹腔鏡檢查肝臟及膽囊的病變。1937年，霍普提出以腹腔鏡診斷出子宮外孕的報告。1944年，拉乌尔·帕尔默讓患者躺成頭低腳高，傾斜約15度的特伦德伦堡氏臥姿，讓腹腔臟器往頭部移動，再加上腹腔內灌入氣體，使得婦產科的腹腔鏡手術更加安全可靠。
1960年代，柱狀透鏡使內視鏡的影像品質大幅提升，罗勒·赫肖维茨發明一種導光性優良的玻璃纖維，造出了可彎的診斷用內視鏡。此項革新不但造就了第一支實用的醫療用內視鏡，也使各種內視鏡進化到纖維鏡（光源和影像均由光纖傳遞，鏡身可彎曲的內視鏡）的時代。
同時具備檢查和手術功能的內視鏡直到1970年代才出現，而且當時只用於年輕體健的患者。1980年代，用腹腔鏡手術進行輸卵管結紮及骨盆腔檢查已成為婦產科醫師必備的技能。
第一例腹腔鏡膽囊切除術於1984年完成，1987年第一例外接影像的腹腔鏡膽囊切除術也接著實現。
1990年代，腹腔鏡手術進一步推展到闌尾、脾臟、結腸、胃、腎臟、肝臟等器官。光電耦合元件（CCD）廣泛應用於內視鏡影像的傳送，從此醫師在使用內視鏡時，不必再辛苦地將眼睛湊在接目鏡上，而可以將影像傳到監視器上，讓其他醫療人員包括患者都能看到體內的實況。

## 最新進展
隨著手術用機械臂的發明，醫師可以在遠處遙控機械臂進行手術。第一例跨越大西洋的手術被稱為林德伯格手術。
2001年，第一款膠囊攝影機面世，隨後幾年各公司陸續推出功能更加改良的新機種。例如2004年的一款膠囊攝影機，膠囊小到長2厘米、寬1厘米，每秒能傳送30格40萬像素的畫面。有的機種甚至能由醫師控制視角，能做組織切片，或者能將藥物投送到患者體內特定的部位。這些膠囊的造價從120美元起價，可使用電池或無線驅動。

## 總論
內視鏡檢查能以最少的傷害，達成觀察人體內部器官的目的。方法是用一根細長的光學鏡頭伸入人體，大多是經由人體原有的孔道（如胃鏡、膀胱鏡），也有一些是經由人為形成的管道（如腹腔鏡、胸腔鏡、關節鏡）。
這些儀器不但能讓人看見人體內的影像，也能切取組織樣本以供切片檢查，或取出體內的異物。於二十世紀末開始蓬勃發展的微創手術（將手術傷口及患者身體所受的破壞減到最小的手術方法）就常使用到內視鏡。
許多內視鏡手術和傳統方法相比，疼痛可以大幅減輕，只有一點點不舒服。大多數患者被施用鎮靜劑，以減少不舒服的感覺。併發症（很少見）包括臟器被鏡身或切片器械穿破（发生过有人因刺穿肺而出现气胸致死的先例），有時必須用傳統手術修補這些損傷。

## 構造
典型的部件包括：
- 光源（照明系統）用來把光線導入體內，照亮所要看的部位。早期是將小燈泡放在內視鏡前端，現代則將光源置於體外，經由光纖系統導入體內。
- 影像傳輸：硬式內視鏡利用一系列透鏡將影像傳送到接目鏡，軟式鏡則利用光纖傳出影像，或將光電耦合元件（CCD）置於內視鏡前端，再將數位化的影像信息傳出。
- 有一些內視鏡內附有管道，可以沖水或空氣使視野清晰，此外也可供手術或切片用的器械進出操作，這些管道稱為"工作管道（英语：working channel）"。
- “膠囊攝影機”是將微小的攝影機、光源和無線發射器和電池一起裝入膠囊，讓患者吞下後，能隨著腸道蠕動移行，一方面定時發出閃光，將腸道內的影像傳到掛在患者身旁的接收器。一兩天後，膠囊攝影機完成任務，會經大腸排出體外，醫師則將接收器收到的影像傳到電腦判讀、存檔。

## 種類
內視鏡依照應用的部位，可區分如下：
- 胃腸道
  - 食道、胃、十二指腸：上消化道内视镜（胃鏡）。
  - 小腸：小腸鏡（英语：Enteroscopy），可以看到小腸的近端（靠近胃的一部份）
  - 大腸：大腸鏡，可從肛門上行到迴盲瓣（小腸進入大腸處，靠近盲腸）
  - 直腸、乙狀結腸：乙狀結腸鏡（英语：Sigmoidoscopy）
  - 內視鏡逆行膽胰攝影術（ERCP, endoscopic retrograde cholangiopancreatography）是利用內視鏡將顯影劑灌入總膽管，使膽管、膽囊、胰管能在X光下顯影，對於膽道結石或阻塞的患者而言是很重要的診斷工具。
- 呼吸道
  - 鼻腔：鼻道鏡（英语：Rhinoscope）
  - 下呼吸道：支氣管鏡
- 泌尿道
  - 尿道、膀胱：膀胱镜
  - 輸尿管、腎盂：輸尿管鏡（英语：Ureteroscopy）
  - 腎臟：腎臟鏡（英语：Nephroscopy）
- 女性生殖系統
  - 陰道、子宮頸：陰道鏡
  - 子宮：子宮鏡

- 封閉性的體腔（切一個小孔以供檢查）
  - 腹腔：腹腔鏡
  - 關節腔：關節鏡
  - 胸腔：胸腔鏡、縱膈腔鏡（英语：Mediastinoscopy）

- 懷孕期間
  - 羊膜腔：羊膜腔鏡（amnioscopy；transabdominal amnioscope）
  - 胎兒：胎兒鏡

- 非醫療用途的內視鏡
  - 建築用內視鏡：用於觀察建築物模型的內部，以體驗實際完成的景象。
  - 用來檢查複雜的機件內部：機件內視鏡（英语：borescope）。

### 引用
1. ↑  张晓彪. 全面推进神经内镜技术在神经外科中的运用[J]. 中华神经外科杂志,2017,33(10)：975-978. DOI:10.3760/cma.j.issn.1001-2346.2017.10.002

## 外部連結
- ACKERMANN （页面存档备份，存于）
- About robotic surgery （页面存档备份，存于）
- Endoscopy Support Services, Inc （页面存档备份，存于）
- Gastrolab （页面存档备份，存于） Endoscopic images of the intestinal tract]
- FORT Imaging Systems （页面存档备份，存于）
- MEDIT Endoscopes
- Olympus Medical Systems
- PENTAX Medical Company （页面存档备份，存于）
- Richard Wolf （页面存档备份，存于）
- Karl Storz （页面存档备份，存于）
- Endoscopy of the horse （页面存档备份，存于）

Template:Endoscopy